# La historia (álbum de Kumbia Kings)
La historia es el segundo álbum recopilatorio del grupo de cumbia mexicano-estadounidense A.B. Quintanilla y Los Kumbia Kings. Fue lanzado el 21 de octubre de 2003 por EMI Latin.

## Lista de canciones
| N.º | Título                                       | Escritor(es)                                                                          | Duración |  |
| 1.  | «Intro» (con Cristina Saralegui)             |                                                                                       | 1:02     |  |
| 2.  | «Fuiste mala» (con Ricky Muñoz de Intocable) | A.B. Quintanilla III, Cruz Martínez, Ricky Vela                                       | 3:20     |  |
| 3.  | «Desde que no estás aquí»                    | A.B. Quintanilla III, Luigi Giraldo                                                   | 3:41     |  |
| 4.  | «Azúcar» (con Fito Olivares)                 | A.B. Quintanilla III, Luigi Giraldo, Edward Palmieri                                  | 3:30     |  |
| 5.  | «Shhh! (Borrashhho Mix)»                     | A.B. Quintanilla III, Cruz Martínez, Luigi Giraldo                                    | 4:23     |  |
| 6.  | «Dime por qué»                               | A.B. Quintanilla III, Ricky Vela                                                      | 3:51     |  |
| 7.  | «Te quiero a ti»                             | A.B. Quintanilla III, Ricky Vela                                                      | 3:16     |  |
| 8.  | «Boom boom»                                  | A.B. Quintanilla III, Cruz Martínez, Luigi Giraldo                                    | 4:16     |  |
| 9.  | «Dime quién»                                 | A.B. Quintanilla III, Ricky Vela                                                      | 3:24     |  |
| 10. | «Me enamoré»                                 | A.B. Quintanilla III, Cruz Martínez, Luigi Giraldo                                    | 3:23     |  |
| 11. | «La cucaracha»                               | A.B. Quintanilla III, Cruz Martínez, Jason "DJ Kane" Cano, Nick "DJ Franz" Washington | 3:27     |  |
| 12. | «Se fue mi amor»                             | A.B. Quintanilla III, Luigi Giraldo, Pete Astudillo                                   | 3:06     |  |
| 13. | «U don't love me (Booty Mix)»                | Sean Dunson, Johnnie Mae Dunson                                                       | 4:35     |  |
| 14. | «Me estoy muriendo»                          | A.B. Quintanilla III, Luigi Giraldo, Ricky Vela                                       | 3:57     |  |
| 15. | «Reggae kumbia (Kranium Mix)»                | A.B. Quintanilla III, Vico C                                                          | 4:15     |  |
| 16. | «Outro»                                      |                                                                                       | 1:24     |  |

## Posicionamiento en las listas
| Lista (2003/2004)             | Máxima posición |
| ----------------------------- | --------------- |
| US Billboard 200              | 109             |
| US Billboard Top Latin Albums | 1               |
| US Billboard Latin Pop Albums | 1               |

### Sucesión y posicionamiento
| Predecesor: 33 de Luis Miguel                 | US Billboard Top Latin Albums — Álbum N°. 1 (Primera vuelta) 8 de noviembre de 2003 - 21 de noviembre de 2003 | Sucesor: La historia continúa... de Marco Antonio Solís |
| Predecesor: Tributo al amor de Los Temerarios | US Billboard Top Latin Albums — Álbum N°. 1 (Segunda vuelta) 31 de enero de 2004 - 6 de febrero de 2004       | Sucesor: La historia continúa... de Marco Antonio Solís |

| Predecesor: 33 de Luis Miguel                              | US Billboard Latin Pop Albums — Álbum N°. 1 (Primera vuelta) 8 de noviembre de 2003 - 21 de noviembre de 2003 | Sucesor: La historia continúa... de Marco Antonio Solís |
| Predecesor: La historia continúa... de Marco Antonio Solís | US Billboard Latin Pop Albums — Álbum N°. 1 (Segunda vuelta) 13 de diciembre de 2003 - 2 de enero de 2004     | Sucesor: Un día normal de Juanes                        |
| Predecesor: Un día normal de Juanes                        | US Billboard Latin Pop Albums — Álbum N°. 1 (Tercera vuelta) 31 de enero de 2004 - 6 de febrero de 2004       | Sucesor: La historia continúa... de Marco Antonio Solís |